# 南千住站
南千住站（日语：／ Minami-senju eki */?）是位於日本東京都荒川區南千住四丁目，屬於東日本旅客鐵道（JR東日本）、東京地下鐵、首都圈新都市鐵道的鐵路車站。

## 停靠路線
此站有JR東日本的常磐線、東京地下鐵的日比谷線、首都圈新都市鐵道的筑波快線3間公司的路線停靠，是轉乘站。JR東日本車站編號為「JJ 04」，東京地下鐵車站編號為「H 21」，筑波快線車站編號為「TX04」。
JR僅停靠常磐線快速電車與中距離電車，東京地下鐵千代田線直通常磐線各站停車班次不停靠本站。因此要前往常磐線各站停車停靠的綾瀨、龜有方向的乘客需在北鄰的北千住站轉乘各站停車。過去中距離電車僅日間停靠，2004年3月13日改點起全日停車。過去的通勤快速與2005年7月9日起的特別快速不停靠本站。JR車站依據特定都區市內制度屬於「東京都區內」。
另外，前往日本貨物鐵道（JR貨物）隅田川站的常磐線支線（隅田川貨物線）從本站分岐。該支線僅有貨物列車使用。

## 历史
- 1896年（明治29年）12月25日：日本鐵道車站開業。
- 1906年（明治39年）11月1日：日本鐵道國有化，成為官設鐵道車站。
- 1909年（明治42年）10月12日：制定路線名稱，本站屬於常磐線。
- 1949年（昭和24年）6月1日：日本國有鐵道成立。
- 1961年（昭和36年）3月28日：帝都高速度交通營團（營團地下鐵）日比谷線車站開業。
- 1971年（昭和46年）4月20日：常磐線緩行線（各站停車）與營團地下鐵千代田線相互直通運轉，國鐵車站成為快速班次停靠站。
- 1987年（昭和62年）4月1日：國鐵分割民營化，成為JR東日本車站。
- 1988年（昭和63年）3月13日：普通列車（中距離電車）於白天（9－16時）停靠本站。
- 2001年（平成13年）11月18日：JR東日本啟用IC卡「Suica」。
- 2004年（平成16年）
  - 3月13日：通勤快速（2006年3月18日廢除）、特別快速（2005年7月9日起設定）除外的普通列車（中距離電車）全部停站。
  - 4月1日：營團地下鐵民營化，日比谷線車站由東京地下鐵繼承。
- 2005年（平成17年）8月24日：首都圈新都市鐵道筑波快線車站開業。
- 2007年（平成19年）3月18日：東京地下鐵、首都圈新都市鐵道啟用IC卡「PASMO」。
- 2011年（平成23年）8月31日：綠色窗口結束營業。

### 御召列車
天皇要搭乘筑波快線前往茨城縣方向時，起點為本站。過去曾有2次運行。
- 2008年（平成20年）11月12日：今上天皇、皇后夫婦與西班牙國王胡安·卡洛斯一世、索菲婭夫婦在本站下車（去程搭乘常磐線）。
- 2010年（平成22年）8月2日：今上天皇、皇后夫婦回程使用本站（去程〈8月1日〉在秋葉原站乘車）。

## 車站構造
3公司站體分別在不同建物，因此只能站外轉乘。
JR東日本站房在筑波快線建設時的2005年改建，增加無障礙設施。另外，東京地下鐵站房也在同年進行整修增加無障礙設施。筑波快線站房在建設時就已加入無障礙設施。

### JR東日本
島式月台1面2線的高架車站，月台在二樓。唯一的南側出口位於日比谷線車站的北口附近。
地方居民提出增設北口的請求，但JR東日本以「未達增設出口的使用人數」為理由拒絕，並表示「若是地方（荒川區）願意負擔開設費用，或是使用人數達到標準，將研擬設置」。
本站是JR東日本車站服務的業務委託站，設有指定席售票機、自動驗票閘門。過去曾有綠色窗口，但已於2011年8月31日關閉。剪票口外設有KIOSK，月台設有候車室。

#### 月台配置

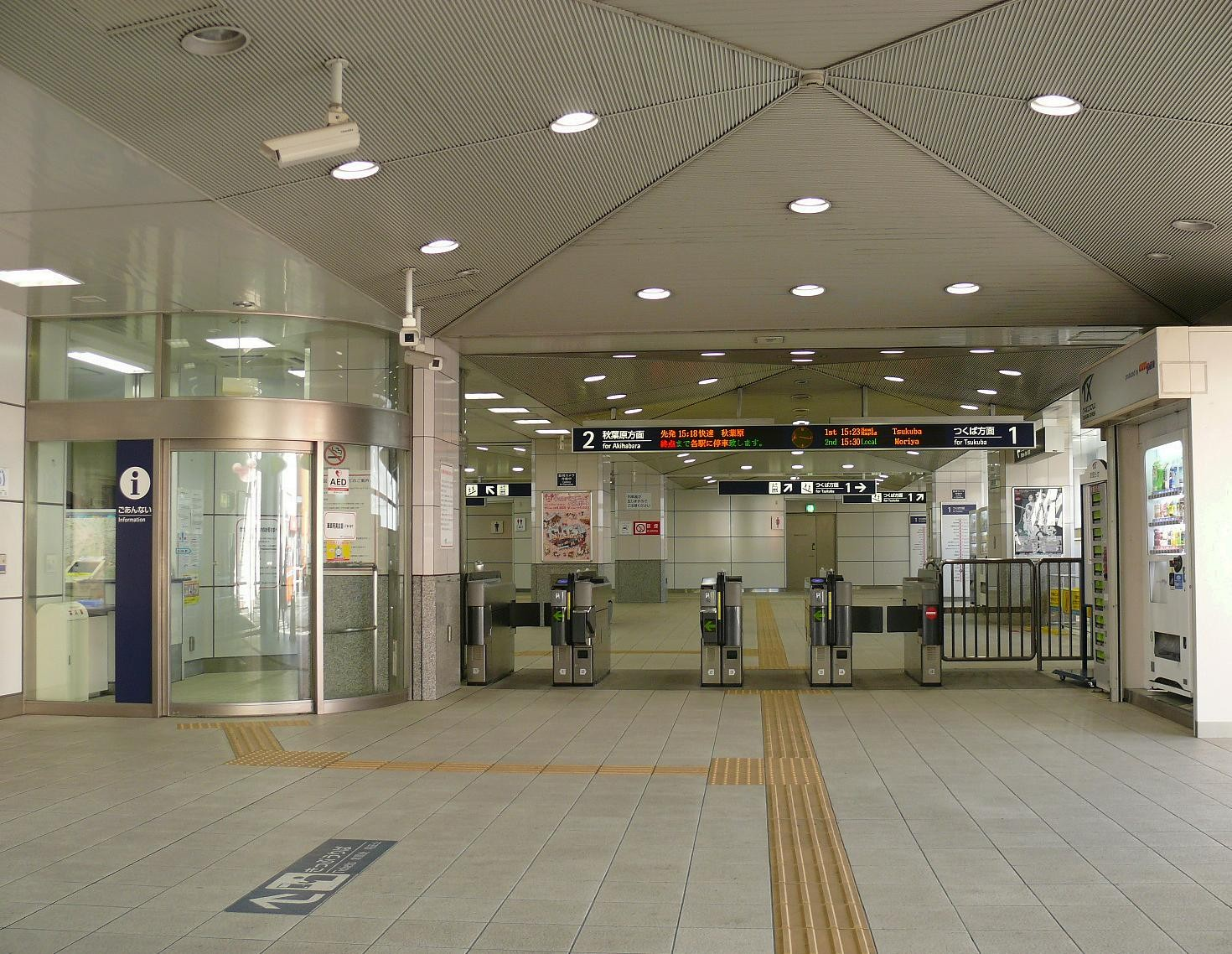
剪票口（2008年2月7日）
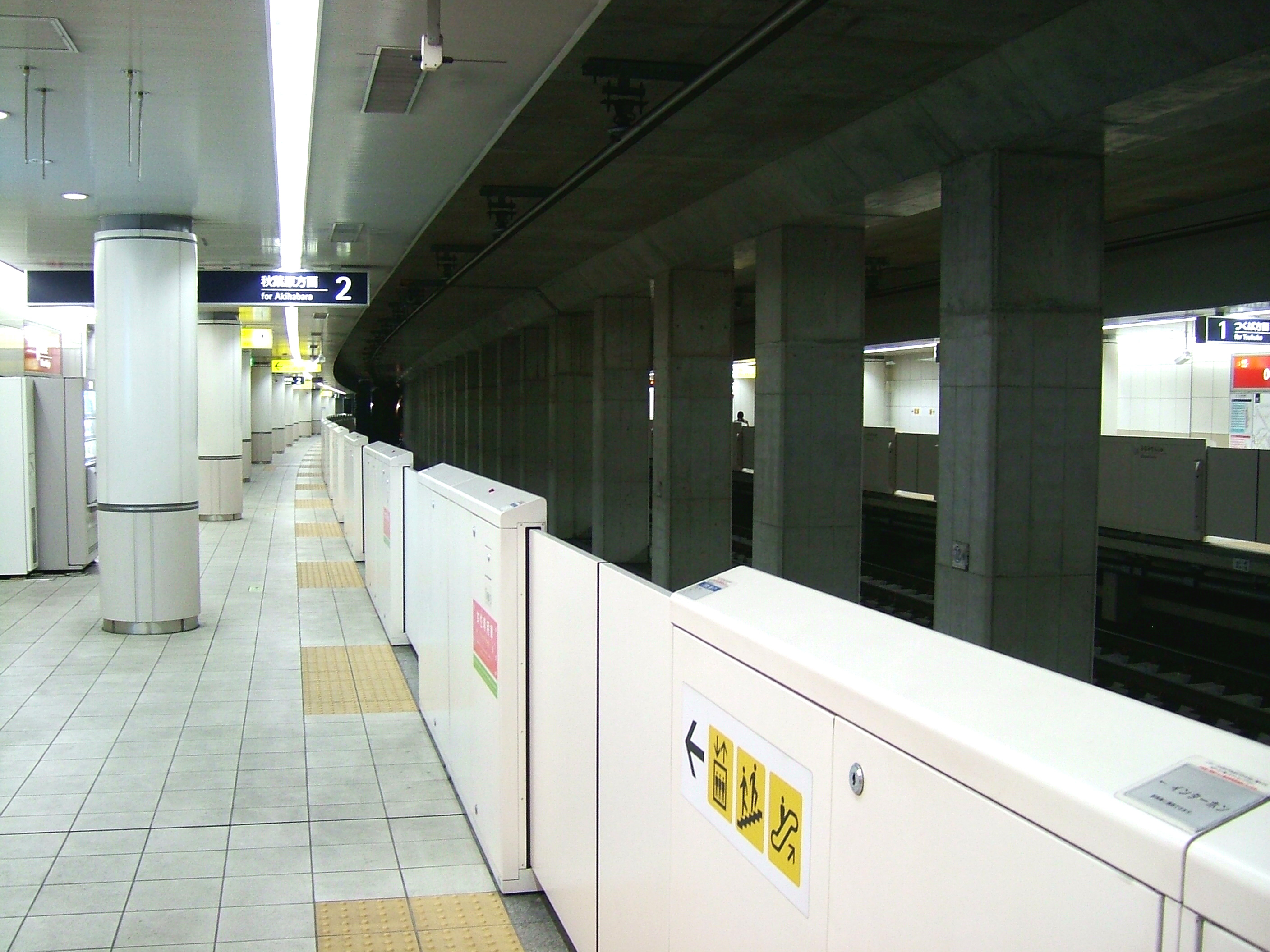
月台（2008年1月6日）

| 月台 | 路線                   | 方向 | 目的地                                     |
| ---- | ---------------------- | ---- | ------------------------------------------ |
| 1    | 常磐線（快速）、成田線 | 下行 | 松戶、取手、土浦、水戶、成田方向           |
| 2    | 常磐線（快速）         | 上行 | 日暮里、上野、東京、品川方向（上野東京線） |

- 本站發車的常磐線於上野～取手間為快速運行。可於北千住換乘常磐線綾瀨方向各站停車列車。

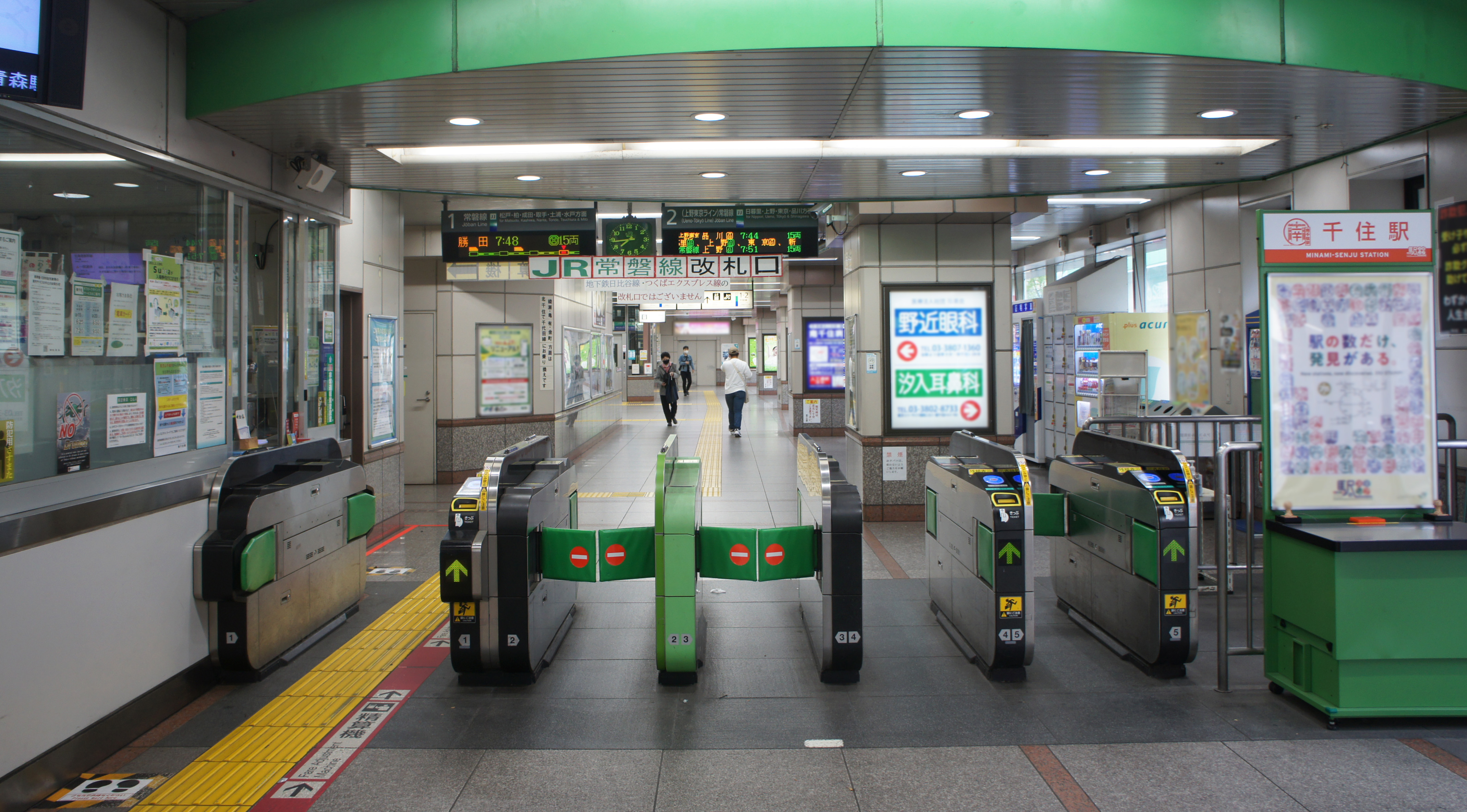
JR剪票口（2021年5月）
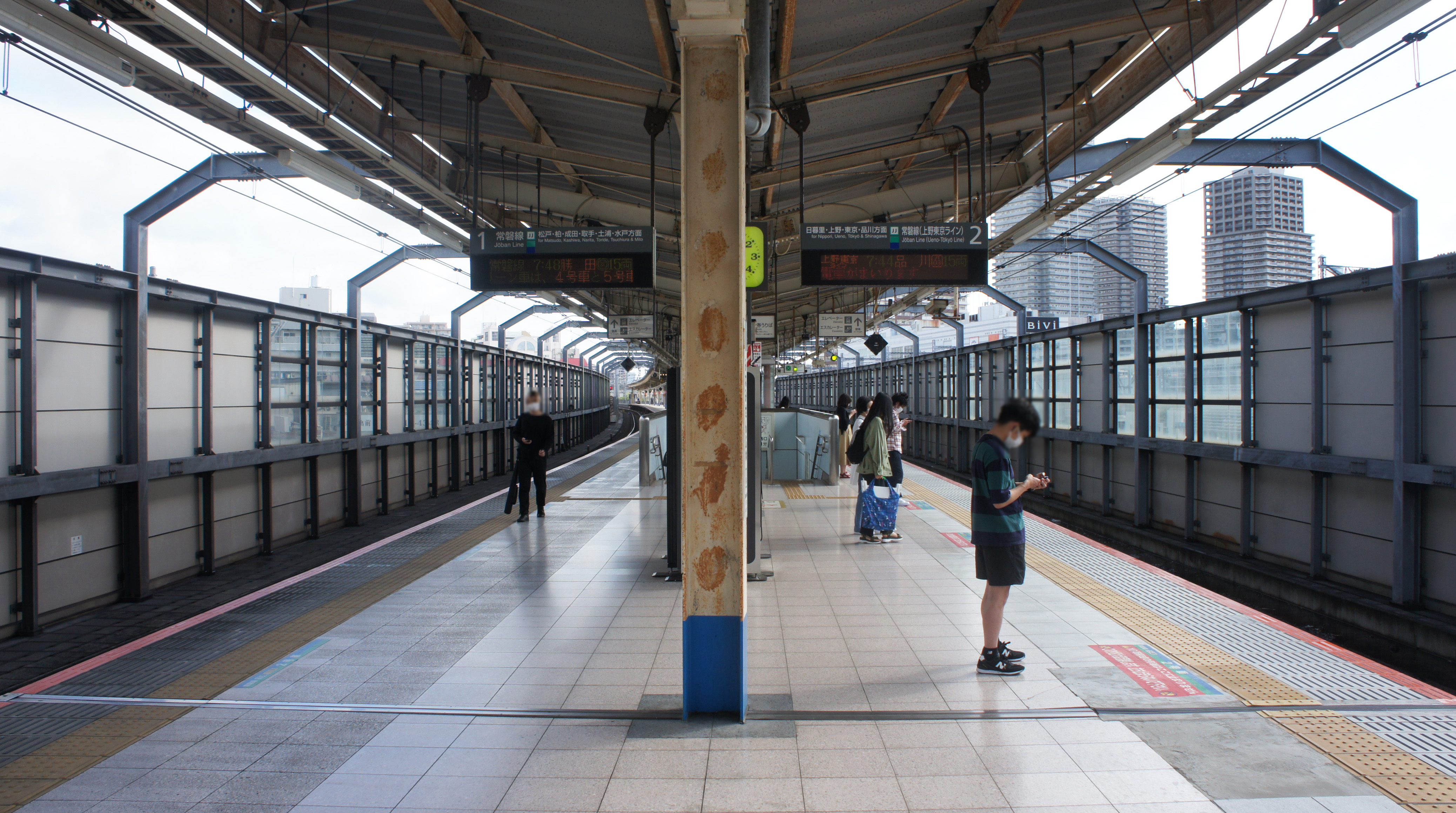
月台（2021年5月）

### 東京地下鐵
相對式月台2面2線的高架車站。月台位於三樓，兩個出口為三之輪站方向（南口）和北千住站方向（北口），北口接近JR車站入口。電梯設於北口側。北千住方向月台要搭乘電梯時，須先下到2樓搭乘。
由於鄰近千住檢車區，早晩有本站起訖的列車班次。本站也是乘務員換班的地點。
1962年5月31日日比谷線延伸以前，往北千住站須轉乘常磐線。

#### 月台配置
| 月台 | 路線     | 目的地                 |
| ---- | -------- | ---------------------- |
| 1    | 日比谷線 | 上野、銀座、中目黑方向 |
| 2    | 日比谷線 | 北千住、南栗橋方向     |

（來源：東京地下鐵:構內圖 （页面存档备份，存于））

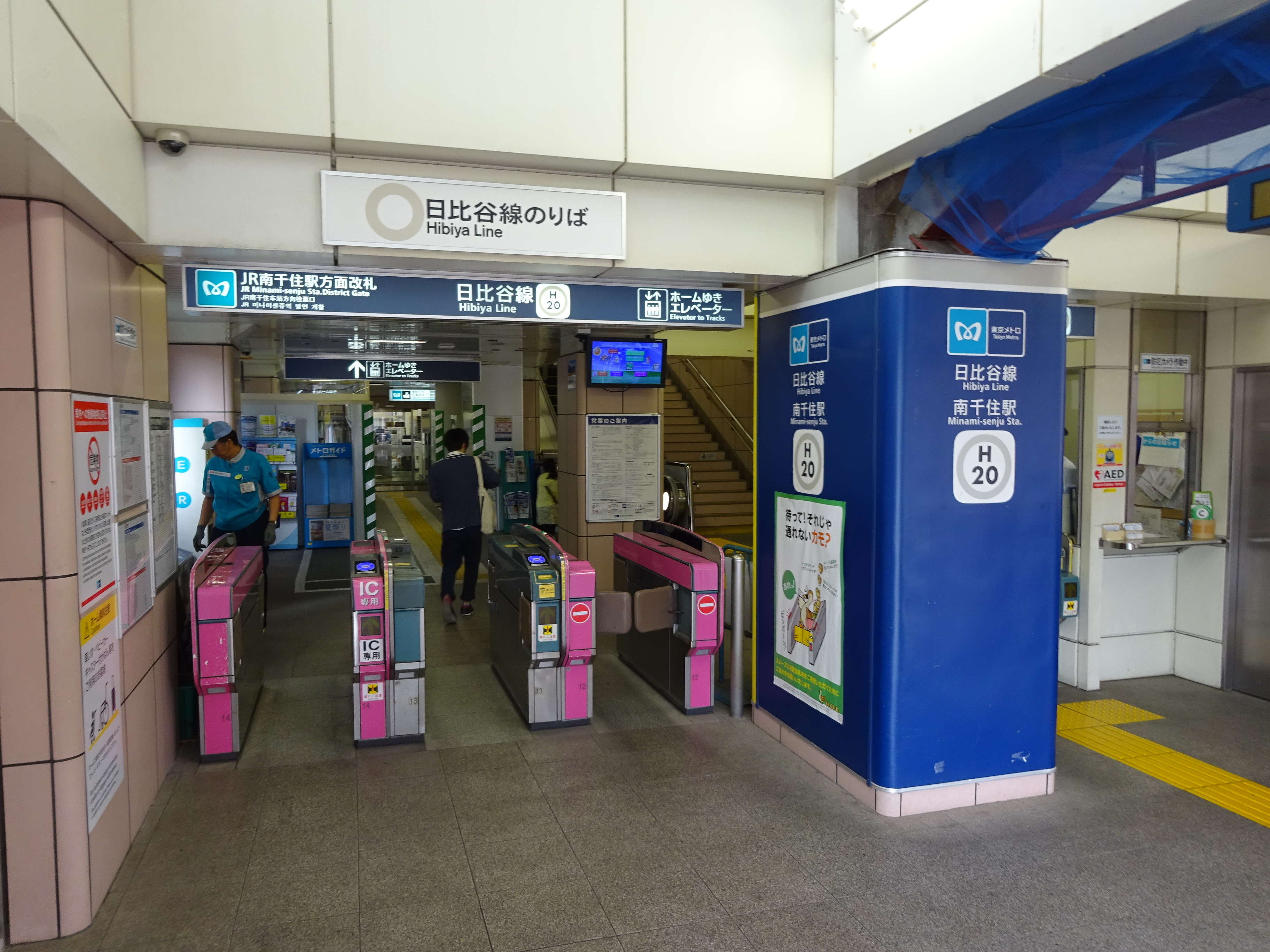
東京地下鐵剪票口（2016年5月）
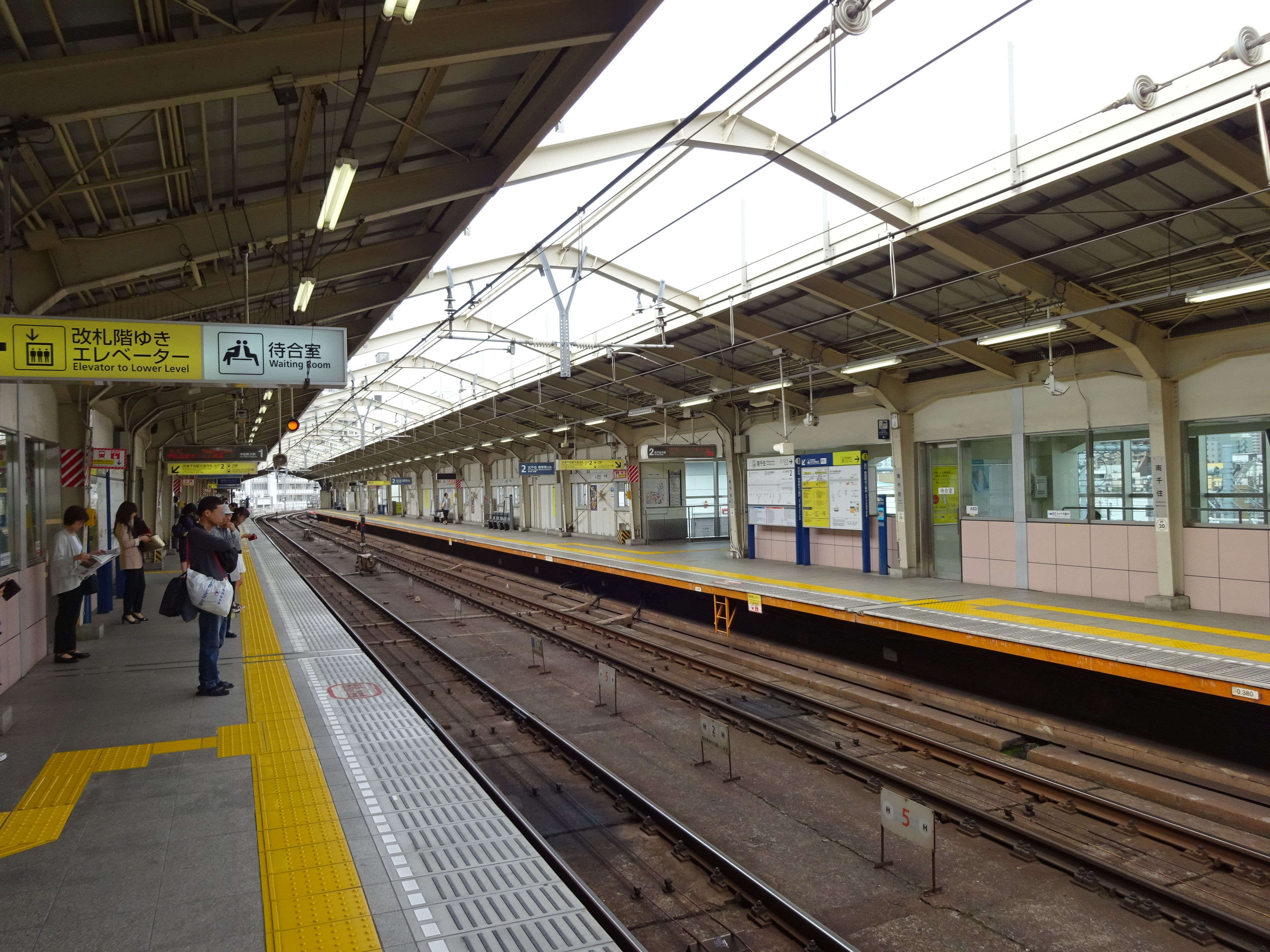
日比谷線月台（2016年5月）
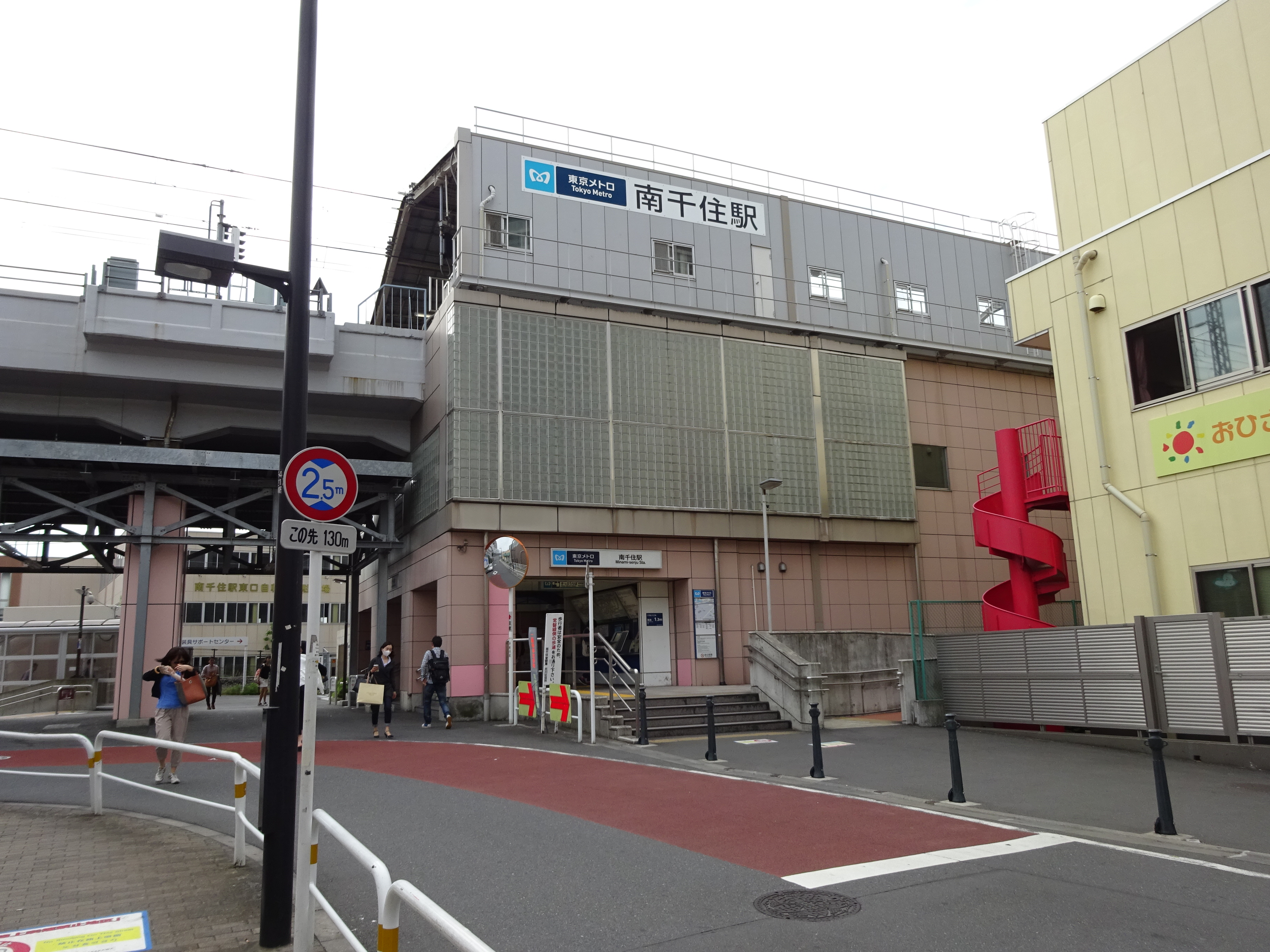
站舍（北口）（2018年12月31日）

### 首都圈新都市鐵道
相對式月台2面2線的地下車站。已導入月台門等安全裝置。1樓為（JR常磐線高架下、站房對側）大廳，月台在地下2樓。出入口與剪票口只有1處。開業當初剪票口旁有商店，之後改設自動販賣機。本站是採用明挖回填式興建，工程時期位於設站位置上方的常磐線南千住站因此暫時移至臨時線路。

#### 月台配置
| 月台 | 路線     | 方向 | 目的地         |
| ---- | -------- | ---- | -------------- |
| 1    | 筑波快線 | 下行 | 守谷、筑波方向 |
| 2    | 筑波快線 | 上行 | 秋葉原方向     |

- 剪票口（2008年2月7日）
- 月台（2008年1月6日）

### 轉乘
雖然JR東日本、東京地下鐵、首都圈新都市鐵道皆使用南千住站作為站名，但當初帝都高速度交通營團（營團地下鐵）日比谷線通車時由於未與日本國有鐵道（國鐵）實施轉乘業務，因此同名的兩站一直未成為官方轉乘站。筑波快線開業前雖然轉乘資訊加入JR、東京地下鐵兩線，但由於相鄰的北千住站轉乘更為便利，加上該線與JR、東京地下鐵的定期券沒有轉乘設定，開業後仍未改變過去的轉乘狀況。但3公司的車內廣播皆有轉乘資訊。另外，2010年3月13日起，JR東日本與筑波快線之間的定期券加入轉乘設定。

## 利用狀況
2017年度3間公司合計上下車人次約7萬人。是東京23區內使用人數最少的3公司轉乘站，但在車站周邊的開發下，近年使用者逐漸增加。
- JR東日本 - 2019年度1日平均上車人次為17,201人[使用人數 1]。
東京都區內僅高於越中島站、上中里站、尾久站、三河島站、潮見站、葛西臨海公園站、綾瀨站、西大井站，排名倒數第9。
- 東京地下鐵 - 2017年度1日上下車人次為30,040人[使用人數 2]。
東京地下鐵全部130個車站當中排名第110位，是日比谷線使用人數最少的車站。
- 首都圈新都市鐵道 - 2017年度1日平均上車人次為5,159人[使用人數 3]。
筑波快線快速停靠站中使用人次最少的車站。

### 各年度1日平均上下車人次
近年1日平均上下車人次如下表。
| 年度               | 營團／東京地下鐵   | 營團／東京地下鐵 |
| 年度               | 1日平均 上下車人次 | 增長率           |
| ------------------ | ------------------ | ---------------- |
| 2000年（平成12年） | 15,968             |                  |
| 2001年（平成13年） | 16,656             | 4.3%             |
| 2002年（平成14年） | 17,387             | 4.4%             |
| 2003年（平成15年） | 17,794             | 2.3%             |
| 2004年（平成16年） | 19,251             | 8.2%             |
| 2005年（平成17年） | 20,357             | 5.7%             |
| 2006年（平成18年） | 20,841             | 2.4%             |
| 2007年（平成19年） | 22,161             | 6.3%             |
| 2008年（平成20年） | 23,306             | 5.2%             |
| 2009年（平成21年） | 23,951             | 2.8%             |
| 2010年（平成22年） | 24,642             | 2.9%             |
| 2011年（平成23年） | 24,941             | 1.2%             |
| 2012年（平成24年） | 26,346             | 5.6%             |
| 2013年（平成25年） | 27,173             | 3.1%             |
| 2014年（平成26年） | 27,571             | 1.5%             |
| 2015年（平成27年） | 28,375             | 2.9%             |
| 2016年（平成28年） | 29,220             | 3.0%             |
| 2017年（平成29年） | 30,040             | 2.8%             |
| 2018年（平成30年） | 31,398             | 4.5%             |

### 各年度1日平均上車人次（1890年代－1930年代）
各年度1日平均上車人次如下表。
| 年度               | 日本鐵道 / 國鐵 | 來源              |
| ------------------ | --------------- | ----------------- |
| 1896年（明治29年） | 15              | [ 東京府統計 1 ]  |
| 1897年（明治30年） | 41              | [ 東京府統計 2 ]  |
| 1898年（明治31年） | 353             | [ 東京府統計 3 ]  |
| 1899年（明治32年） | 392             | [ 東京府統計 4 ]  |
| 1900年（明治33年） | 449             | [ 東京府統計 5 ]  |
| 1901年（明治34年） | 431             | [ 東京府統計 6 ]  |
| 1902年（明治35年） | 390             | [ 東京府統計 7 ]  |
| 1903年（明治36年） | 336             | [ 東京府統計 8 ]  |
| 1904年（明治37年） | 312             | [ 東京府統計 9 ]  |
| 1905年（明治38年） | 308             | [ 東京府統計 10 ] |
| 1907年（明治40年） | 389             | [ 東京府統計 11 ] |
| 1908年（明治41年） | 364             | [ 東京府統計 12 ] |
| 1909年（明治42年） | 507             | [ 東京府統計 13 ] |
| 1911年（明治44年） | 757             | [ 東京府統計 14 ] |
| 1912年（大正元年） | 824             | [ 東京府統計 15 ] |
| 1913年（大正02年） | 766             | [ 東京府統計 16 ] |
| 1914年（大正03年） | 799             | [ 東京府統計 17 ] |
| 1915年（大正04年） | 838             | [ 東京府統計 18 ] |
| 1916年（大正05年） | 948             | [ 東京府統計 19 ] |
| 1919年（大正08年） | 1,521           | [ 東京府統計 20 ] |
| 1920年（大正09年） | 1,762           | [ 東京府統計 21 ] |
| 1922年（大正11年） | 2,185           | [ 東京府統計 22 ] |
| 1923年（大正12年） | 2,218           | [ 東京府統計 23 ] |
| 1924年（大正13年） | 2,765           | [ 東京府統計 24 ] |
| 1925年（大正14年） | 2,852           | [ 東京府統計 25 ] |
| 1926年（昭和元年） | 2,880           | [ 東京府統計 26 ] |
| 1927年（昭和02年） | 2,955           | [ 東京府統計 27 ] |
| 1928年（昭和03年） | 3,171           | [ 東京府統計 28 ] |
| 1929年（昭和04年） | 3,060           | [ 東京府統計 29 ] |
| 1930年（昭和05年） | 2,853           | [ 東京府統計 30 ] |
| 1931年（昭和06年） | 2,689           | [ 東京府統計 31 ] |
| 1932年（昭和07年） | 2,554           | [ 東京府統計 32 ] |
| 1933年（昭和08年） | 2,619           | [ 東京府統計 33 ] |
| 1934年（昭和09年） | 2,653           | [ 東京府統計 34 ] |
| 1935年（昭和10年） | 2,775           | [ 東京府統計 35 ] |

### 各年度1日平均上車人次（1953年－2000年）
各社1日平均上車人次推移如下表。
| 年度               | 國鐵 / JR東日本 | 營團     | 來源              |
| ------------------ | --------------- | -------- | ----------------- |
| 1953年（昭和28年） | 12,562          | 未 開 業 | [ 東京都統計 1 ]  |
| 1954年（昭和29年） | 13,168          | 未 開 業 | [ 東京都統計 2 ]  |
| 1955年（昭和30年） | 13,571          | 未 開 業 | [ 東京都統計 3 ]  |
| 1956年（昭和31年） | 15,251          | 未 開 業 | [ 東京都統計 4 ]  |
| 1957年（昭和32年） | 15,455          | 未 開 業 | [ 東京都統計 5 ]  |
| 1958年（昭和33年） | 15,844          | 未 開 業 | [ 東京都統計 6 ]  |
| 1959年（昭和34年） | 16,668          | 未 開 業 | [ 東京都統計 7 ]  |
| 1960年（昭和35年） | 17,690          | 4,306    | [ 東京都統計 8 ]  |
| 1961年（昭和36年） | 16,612          | 2,424    | [ 東京都統計 9 ]  |
| 1962年（昭和37年） | 16,781          | 4,512    | [ 東京都統計 10 ] |
| 1963年（昭和38年） | 17,014          | 5,843    | [ 東京都統計 11 ] |
| 1964年（昭和39年） | 17,355          | 7,043    | [ 東京都統計 12 ] |
| 1965年（昭和40年） | 17,947          | 8,095    | [ 東京都統計 13 ] |
| 1966年（昭和41年） | 18,606          | 7,929    | [ 東京都統計 14 ] |
| 1967年（昭和42年） | 19,208          | 8,967    | [ 東京都統計 15 ] |
| 1968年（昭和43年） | 19,036          | 9,397    | [ 東京都統計 16 ] |
| 1969年（昭和44年） | 16,486          | 10,250   | [ 東京都統計 17 ] |
| 1970年（昭和45年） | 15,740          | 10,962   | [ 東京都統計 18 ] |
| 1971年（昭和46年） | 13,727          | 12,022   | [ 東京都統計 19 ] |
| 1972年（昭和47年） | 12,671          | 12,189   | [ 東京都統計 20 ] |
| 1973年（昭和48年） | 12,605          | 12,052   | [ 東京都統計 21 ] |
| 1974年（昭和49年） | 12,633          | 11,619   | [ 東京都統計 22 ] |
| 1975年（昭和50年） | 12,686          | 10,525   | [ 東京都統計 23 ] |
| 1976年（昭和51年） | 13,096          | 10,742   | [ 東京都統計 24 ] |
| 1977年（昭和52年） | 13,315          | 10,808   | [ 東京都統計 25 ] |
| 1978年（昭和53年） | 13,118          | 10,959   | [ 東京都統計 26 ] |
| 1979年（昭和54年） | 12,410          | 11,552   | [ 東京都統計 27 ] |
| 1980年（昭和55年） | 11,715          | 11,466   | [ 東京都統計 28 ] |
| 1981年（昭和56年） | 11,471          | 11,562   | [ 東京都統計 29 ] |
| 1982年（昭和57年） | 11,493          | 11,312   | [ 東京都統計 30 ] |
| 1983年（昭和58年） | 11,191          | 11,344   | [ 東京都統計 31 ] |
| 1984年（昭和59年） | 11,181          | 10,071   | [ 東京都統計 32 ] |
| 1985年（昭和60年） | 11,230          | 9,956    | [ 東京都統計 33 ] |
| 1986年（昭和61年） | 10,729          | 9,800    | [ 東京都統計 34 ] |
| 1987年（昭和62年） | 10,404          | 9,760    | [ 東京都統計 35 ] |
| 1988年（昭和63年） | 11,044          | 9,918    | [ 東京都統計 36 ] |
| 1989年（平成元年） | 11,164          | 10,055   | [ 東京都統計 37 ] |
| 1990年（平成02年） | 11,290          | 9,825    | [ 東京都統計 38 ] |
| 1991年（平成03年） | 11,462          | 9,423    | [ 東京都統計 39 ] |
| 1992年（平成04年） | 11,290          | 9,178    | [ 東京都統計 40 ] |
| 1993年（平成05年） | 11,419          | 9,077    | [ 東京都統計 41 ] |
| 1994年（平成06年） | 11,715          | 8,890    | [ 東京都統計 42 ] |
| 1995年（平成07年） | 12,036          | 8,560    | [ 東京都統計 43 ] |
| 1996年（平成08年） | 12,282          | 8,244    | [ 東京都統計 44 ] |
| 1997年（平成09年） | 11,992          | 8,036    | [ 東京都統計 45 ] |
| 1998年（平成10年） | 11,778          | 7,858    | [ 東京都統計 46 ] |
| 1999年（平成11年） | 11,724          | 7,743    | [ 東京都統計 47 ] |
| 2000年（平成12年） | 11,852          | 8,241    | [ 東京都統計 48 ] |

### 各年度1日平均上車人次（2001年以後）
| 年度               | JR東日本 | 營團 / 東京地下鐵 | 首都圈 新都市鐵道 | 來源              |
| ------------------ | -------- | ----------------- | ----------------- | ----------------- |
| 2001年（平成13年） | 11,985   | 8,553             | 未 開 業          | [ 東京都統計 49 ] |
| 2002年（平成14年） | 12,253   | 8,753             | 未 開 業          | [ 東京都統計 50 ] |
| 2003年（平成15年） | 12,474   | 9,003             | 未 開 業          | [ 東京都統計 51 ] |
| 2004年（平成16年） | 13,283   | 9,611             | 未 開 業          | [ 東京都統計 52 ] |
| 2005年（平成17年） | 13,806   | 9,986             | 2,508             | [ 東京都統計 53 ] |
| 2006年（平成18年） | 13,953   | 10,266            | 3,108             | [ 東京都統計 54 ] |
| 2007年（平成19年） | 14,034   | 11,074            | 3,451             | [ 東京都統計 55 ] |
| 2008年（平成20年） | 14,266   | 11,518            | 3,679             | [ 東京都統計 56 ] |
| 2009年（平成21年） | 14,597   | 11,899            | 3,828             | [ 東京都統計 57 ] |
| 2010年（平成22年） | 15,021   | 12,216            | 4,002             | [ 東京都統計 58 ] |
| 2011年（平成23年） | 15,305   | 12,377            | 4,135             | [ 東京都統計 59 ] |
| 2012年（平成24年） | 15,731   | 13,052            | 4,409             | [ 東京都統計 60 ] |
| 2013年（平成25年） | 15,990   | 13,468            | 4,635             | [ 東京都統計 61 ] |
| 2014年（平成26年） | 15,902   | 13,660            | 4,670             | [ 東京都統計 62 ] |
| 2015年（平成27年） | 16,508   | 14,027            | 4,855             | [ 東京都統計 63 ] |
| 2016年（平成28年） | 16,751   | 14,397            | 4,989             | [ 東京都統計 64 ] |
| 2017年（平成29年） | 16,990   | 14,756            | 5,159             | [ 東京都統計 65 ] |
| 2018年（平成30年） | 17,220   | 15,455            | 5,650             | [ 東京都統計 66 ] |
| 2019年（令和元年） | 17,201   |                   | 5,918             |                   |

備註
1. ↑  1896年12月25日開業。開業日から翌年3月31日までの計97日間を集計したデータ。
2. ↑  1961年3月28日開業。開業日から同年3月31日までの計4日間を集計したデータ。

## 車站周邊
舊日光街道（國道4號）沿本站西側行走。江戶四宿中的千住宿是本站附近和北千住站附近地區的總稱，這邊又稱小千住、千住南組。江戶時代在此有小塚原刑場，橋本左內與鼠小僧次郎吉之墓所在地的回向院亦在車站附近。
JR車站旁是荒川區立南千住第二中學校，還是東京都立產業技術高等專門學校荒川校區與東京都立荒川工業高等學校的最近車站。JR貨物隅田川站、日比谷線車輛基地千住檢車區在本站東側。另外，日比谷線車站東南部是都營巴士南千住營業所。
2008年6月下旬，JR站房前東側的商業設施開幕。另外，東口側有複合商業設施BiVi南千住、LaLa Terrace 南千住。
松尾芭蕉在1689年自千住開始奧之細道之旅，因此站前廣場設有其銅像。
- 東京都交通局南千住自動車營業所（日语：都営バス南千住営業所）
- 淚橋 - 站前經貨物線天橋步行約5分。
- 山谷 (東京都) - 站前經貨物線天橋步行約10分。
- 荒川南千住五郵便局 - 西口步行約3分。

## 巴士路線

### 南千住站東口（車站東口交通廣場）
可搭乘都營巴士、荒川區社區巴士「汐入櫻」、京成巴士北千住線。部分系統也停靠南千住站入口（南千住車庫巴士站往南約200公尺）。
一般路線巴士
| 乘車處 | 系統 | 主要行經地                                                           | 目的地     | 運行業者 |
| ------ | ---- | -------------------------------------------------------------------- | ---------- | -------- |
| 2      | 錦40 | 南千住汐入、白髭橋、墨田區曳舟文化中心前、東京晴空塔站、押上         | 錦糸町站   | ■都営    |
| 3      | 上46 | 汐入公園、都立航空高專、南千住站入口、淺草公園六區、淺草壽町、上野站 | 上野松坂屋 | ■都営    |

社區巴士、京成巴士北千住線
| 系統   | 主要行經地                                                            | 目的地                 | 運行業者 |
| ------ | --------------------------------------------------------------------- | ---------------------- | -------- |
| 汐入櫻 | 多瑙通（ドナウ通り）、汐入公園前、瑞光橋公園、南千住東部區民事務所    | 南千住站西口           | ■京成    |
| 北千01 | FRONTIER CITY（フロンティアシティ）、柳原醫院、東京未來大學、京成關屋 | 北千住站東口（電大口） | ■京成    |
| 北千02 | FRONTIER CITY、京成關屋                                               | 北千住站東口（電大口） | ■京成    |
| 南千03 |                                                                       | FRONTIER CITY          | ■京成    |

### 南千住車庫
可搭乘都營巴士。
| 系統   | 主要行經地                                                                     | 目的地         | 運行業者 |
| ------ | ------------------------------------------------------------------------------ | -------------- | -------- |
| 東42乙 | 清川、桜橋中学校、東武浅草站                                                   | 浅草雷門       | ■都営    |
| 東42甲 | 清川二丁目、今戶、東武淺草站、藏前站、淺草橋站、室町三丁目、日本橋三越、日本橋 | 東京站八重洲口 | ■都営    |
| 東42甲 | 清川二丁目、今戶、東武淺草站、藏前站、淺草橋站                                 | 東神田         | ■都営    |
| 上46   | 清川二丁目、淺草公園六區、淺草壽町、上野站                                     | 上野松坂屋     | ■都営    |

### 南千住站西口
可搭乘都營巴士、荒川區社區巴士「汐入櫻」與「櫻」。
| 系統             | 主要行經地                                                                               | 目的地         | 運行業者 |
| ---------------- | ---------------------------------------------------------------------------------------- | -------------- | -------- |
| 東42甲           | 清川二丁目、今戶、東武淺草站、藏前站、淺草橋站、室町三丁目、日本橋三越、日本橋           | 東京站八重洲口 | ■都營    |
| 東42甲           | 清川二丁目、今戶、東武淺草站、藏前站、淺草橋站                                           | 東神田         | ■都營    |
| 南千03（汐入櫻） | 南千住東部區民事務所、瑞光橋公園、汐入公園前、多瑙通                                     | 南千住站東口   | ■京成    |
| 南千01（櫻）     | 南千住圖書館（荒川故鄉文化館）、ACROCITY（アクロシティ）、町屋站、荒川圖書館、荒川區役所 | 南千住站西口   | ■京成    |
| 南千02（櫻）     | 荒川區役所、荒川圖書館、町屋站、ACROCITY、南千住圖書館（荒川故鄉文化館）                 | 南千住站西口   | ■京成    |

## 相鄰車站
東日本旅客鐵道
 常磐線（快速）
■特別快速
通過
■■快速
三河島（JJ 03）－南千住（JJ 04）－北千住（JJ 05）
常磐線貨物支線（隅田川貨物線）
隅田川－南千住
 東京地下鐵
 日比谷線
三之輪（H 20）－南千住（H 21）－北千住（H 22）
 首都圈新都市鐵道
 筑波快線
■快速、■通勤快速（只限平日下行運行）、■區間快速、■普通
淺草（TX03）－南千住（TX04）－北千住（TX05）

### 來源
JR、私鐵、地下鐵1日平均使用人數
1. ↑  各駅の乗車人員 （页面存档备份，存于） - JR東日本
2. ↑  各駅の乗降人員ランキング （页面存档备份，存于） - 東京メトロ
3. ↑  乗車人員 （页面存档备份，存于） - つくばエクスプレス

JR東日本2000年度以後上車人次
1. ↑  各駅の乗車人員（2000年度） （页面存档备份，存于） - JR東日本
2. ↑  各駅の乗車人員（2001年度） （页面存档备份，存于） - JR東日本
3. ↑  各駅の乗車人員（2002年度） （页面存档备份，存于） - JR東日本
4. ↑  各駅の乗車人員（2003年度） （页面存档备份，存于） - JR東日本
5. ↑  各駅の乗車人員（2004年度） （页面存档备份，存于） - JR東日本
6. ↑  各駅の乗車人員（2005年度） （页面存档备份，存于） - JR東日本
7. ↑  各駅の乗車人員（2006年度） （页面存档备份，存于） - JR東日本
8. ↑  各駅の乗車人員（2007年度） （页面存档备份，存于） - JR東日本
9. ↑  各駅の乗車人員（2008年度） （页面存档备份，存于） - JR東日本
10. ↑  各駅の乗車人員（2009年度） （页面存档备份，存于） - JR東日本
11. ↑  各駅の乗車人員（2010年度） （页面存档备份，存于） - JR東日本
12. ↑  各駅の乗車人員（2011年度） （页面存档备份，存于） - JR東日本
13. ↑  各駅の乗車人員（2012年度） （页面存档备份，存于） - JR東日本
14. ↑  各駅の乗車人員（2013年度） （页面存档备份，存于） - JR東日本
15. ↑  各駅の乗車人員（2014年度） （页面存档备份，存于） - JR東日本
16. ↑  各駅の乗車人員（2015年度） （页面存档备份，存于） - JR東日本
17. ↑  各駅の乗車人員（2016年度） （页面存档备份，存于） - JR東日本
18. ↑  各駅の乗車人員（2017年度） （页面存档备份，存于） - JR東日本
19. ↑  各駅の乗車人員（2018年度） （页面存档备份，存于） - JR東日本
20. ↑  各駅の乗車人員（2019年度） （页面存档备份，存于） - JR東日本

JR、私鐵、地下鐵統計資料
1. ↑  各種報告書 （页面存档备份，存于） - 関東交通広告協議会
2. 1 2  数字で表す荒川区（区勢概要） （页面存档备份，存于） - 荒川区
3. 1 2  .   [2017-03-18]. （原始内容存档于2016-04-01）.

東京府統計書
1. ↑  .   [2019-01-07]. （原始内容存档于2019-07-01）.
2. ↑  .   [2019-01-07]. （原始内容存档于2019-07-01）.
3. ↑  .   [2019-01-07]. （原始内容存档于2019-07-01）.
4. ↑  .   [2019-01-07]. （原始内容存档于2019-07-01）.
5. ↑  .   [2019-01-07]. （原始内容存档于2019-07-01）.
6. ↑  .   [2019-01-07]. （原始内容存档于2019-07-01）.
7. ↑  .   [2019-01-07]. （原始内容存档于2019-07-01）.
8. ↑  .   [2019-01-07]. （原始内容存档于2019-07-01）.
9. ↑  .   [2019-01-07]. （原始内容存档于2019-02-21）.
10. ↑  .   [2019-01-07]. （原始内容存档于2019-02-21）.
11. ↑  .   [2019-01-07]. （原始内容存档于2019-07-01）.
12. ↑  .   [2019-01-07]. （原始内容存档于2019-02-21）.
13. ↑  .   [2019-01-07]. （原始内容存档于2019-02-21）.
14. ↑  .   [2019-01-07]. （原始内容存档于2019-02-21）.
15. ↑  .   [2019-01-07]. （原始内容存档于2019-02-21）.
16. ↑  .   [2019-01-07]. （原始内容存档于2019-02-21）.
17. ↑  .   [2019-01-07]. （原始内容存档于2019-02-21）.
18. ↑  .   [2019-01-07]. （原始内容存档于2019-02-21）.
19. ↑  .   [2019-01-07]. （原始内容存档于2019-02-21）.
20. ↑  .   [2019-01-07]. （原始内容存档于2019-01-23）.
21. ↑  .   [2019-01-07]. （原始内容存档于2019-01-23）.
22. ↑  .   [2019-01-07]. （原始内容存档于2019-02-21）.
23. ↑  .   [2019-01-07]. （原始内容存档于2019-02-21）.
24. ↑  .   [2019-01-07]. （原始内容存档于2019-02-21）.
25. ↑  .   [2019-01-07]. （原始内容存档于2019-02-21）.
26. ↑  .   [2019-01-07]. （原始内容存档于2019-02-21）.
27. ↑  .   [2019-01-07]. （原始内容存档于2019-02-20）.
28. ↑  .   [2019-01-07]. （原始内容存档于2019-02-20）.
29. ↑  .   [2019-01-07]. （原始内容存档于2019-02-20）.
30. ↑  .   [2019-01-07]. （原始内容存档于2019-02-20）.
31. ↑  .   [2019-01-07]. （原始内容存档于2019-02-20）.
32. ↑  .   [2019-01-07]. （原始内容存档于2019-02-20）.
33. ↑  .   [2019-01-07]. （原始内容存档于2019-02-19）.
34. ↑  .   [2019-01-07]. （原始内容存档于2019-02-19）.
35. ↑  .   [2019-01-07]. （原始内容存档于2019-02-19）.

東京都統計年鑑
1. ↑  昭和28年PDF - 13ページ
2. ↑  昭和29年PDF - 10ページ
3. ↑  昭和30年PDF - 10ページ
4. ↑  昭和31年PDF - 10ページ
5. ↑  昭和32年PDF - 10ページ
6. ↑  昭和33年PDF - 10ページ
7. ↑  .   [2019-01-07]. （原始内容存档于2016-03-05）.
8. ↑  .   [2019-01-07]. （原始内容存档于2016-03-05）.
9. ↑  .   [2019-01-07]. （原始内容存档于2015-06-29）.
10. ↑  .   [2019-01-07]. （原始内容存档于2015-06-29）.
11. ↑  .   [2019-01-07]. （原始内容存档于2015-06-29）.
12. ↑  .   [2019-01-07]. （原始内容存档于2015-06-29）.
13. ↑  .   [2019-01-07]. （原始内容存档于2016-03-05）.
14. ↑  .   [2019-01-07]. （原始内容存档于2016-03-05）.
15. ↑  .   [2019-01-07]. （原始内容存档于2016-03-05）.
16. ↑  .   [2019-01-07]. （原始内容存档于2016-03-05）.
17. ↑  .   [2019-01-07]. （原始内容存档于2016-03-05）.
18. ↑  .   [2019-01-07]. （原始内容存档于2016-03-05）.
19. ↑  .   [2019-01-07]. （原始内容存档于2015-06-29）.
20. ↑  .   [2019-01-07]. （原始内容存档于2015-06-29）.
21. ↑  .   [2019-01-07]. （原始内容存档于2015-06-29）.
22. ↑  .   [2019-01-07]. （原始内容存档于2016-03-05）.
23. ↑  .   [2019-01-07]. （原始内容存档于2016-06-02）.
24. ↑  .   [2019-01-07]. （原始内容存档于2015-06-29）.
25. ↑  .   [2019-01-07]. （原始内容存档于2016-03-05）.
26. ↑  .   [2019-01-07]. （原始内容存档于2015-06-29）.
27. ↑  .   [2019-01-07]. （原始内容存档于2016-03-05）.
28. ↑  .   [2019-01-07]. （原始内容存档于2016-03-05）.
29. ↑  .   [2019-01-07]. （原始内容存档于2016-03-05）.
30. ↑  .   [2019-01-07]. （原始内容存档于2015-06-29）.
31. ↑  .   [2019-01-07]. （原始内容存档于2015-06-29）.
32. ↑  .   [2019-01-07]. （原始内容存档于2015-06-29）.
33. ↑  .   [2019-01-07]. （原始内容存档于2016-03-05）.
34. ↑  .   [2019-01-07]. （原始内容存档于2016-03-05）.
35. ↑  .   [2019-01-07]. （原始内容存档于2015-06-29）.
36. ↑  .   [2019-01-07]. （原始内容存档于2016-03-05）.
37. ↑  .   [2019-01-07]. （原始内容存档于2016-03-05）.
38. ↑  .   [2019-01-07]. （原始内容存档于2016-03-05）.
39. ↑  .   [2019-01-07]. （原始内容存档于2016-03-05）.
40. ↑  平成4年
41. ↑  平成5年
42. ↑  平成6年
43. ↑  平成7年
44. ↑  平成8年
45. ↑  .   [2017-03-18]. （原始内容存档于2016-03-04）.
46. ↑  平成10年PDF
47. ↑  平成11年PDF
48. ↑  .   [2017-03-18]. （原始内容存档于2016-03-04）.
49. ↑  .   [2017-03-18]. （原始内容存档于2016-03-04）.
50. ↑  .   [2017-03-18]. （原始内容存档于2017-07-29）.
51. ↑  .   [2017-03-18]. （原始内容存档于2017-07-29）.
52. ↑  .   [2017-03-18]. （原始内容存档于2017-07-29）.
53. ↑  .   [2017-03-18]. （原始内容存档于2017-07-29）.
54. ↑  .   [2017-03-18]. （原始内容存档于2017-07-29）.
55. ↑  .   [2017-03-18]. （原始内容存档于2017-07-29）.
56. ↑  .   [2017-03-18]. （原始内容存档于2017-07-29）.
57. ↑  .   [2017-03-18]. （原始内容存档于2016-03-26）.
58. ↑  .   [2017-03-18]. （原始内容存档于2016-03-27）.
59. ↑  .   [2017-03-18]. （原始内容存档于2016-03-25）.
60. ↑  .   [2017-03-18]. （原始内容存档于2016-03-27）.
61. ↑  .   [2017-03-18]. （原始内容存档于2016-03-22）.
62. ↑  .   [2017-03-18]. （原始内容存档于2017-07-30）.
63. ↑  .   [2017-12-20]. （原始内容存档于2018-11-09）.
64. ↑  .   [2019-01-07]. （原始内容存档于2019-05-02）.
65. ↑  .   [2020-07-29]. （原始内容存档于2019-12-03）.
66. ↑  .   [2020-07-29]. （原始内容存档于2020-08-04）.

## 外部連結
- 車站資訊（南千住）：東日本旅客鐵道
- 北千住/H21 | 路線・車站資訊 | 東京地下鐵
- 南千住站 | 車站資料、路線圖 | 筑波快線 （页面存档备份，存于）